# Jacopo Sadoleto
Jacopo Sadoleto (Modena, 12 luglio 1477 – Roma, 18 ottobre 1547) è stato un cardinale, vescovo cattolico e umanista italiano.

## Biografia
Nacque a Modena il 12 luglio 1477, figlio di Giovanni Sadoleto, un affermato giurista che avrebbe voluto iniziarlo alla stessa professione. Jacopo si diede invece agli studi umanistici, acquisendo fama come poeta neo-latino. La sua composizione più nota è il poemetto De Laocoontis statua, dedicato al rinvenimento sul Colle Oppio del gruppo scultoreo del Laocoonte agli inizi del 1506.
Ottenuto a Roma il patrocinio del cardinale Gian Pietro Carafa, futuro papa Paolo IV, intraprese la carriera ecclesiastica. Papa Leone X lo scelse come suo segretario insieme a Pietro Bembo, e nel 1517 lo fece vescovo di Carpentras, un comune francese vicino ad Avignone.
Durante la Riforma, pur rimanendo fedele al papato, assunse un atteggiamento conciliatorio, cercando di riconquistare i protestanti con la persuasione pacifica ma anche accogliendo alcune loro istanze. La sua opera principale, un commentario sulla Lettera ai Romani (1535), intesa come opera di mediazione, fu giudicata troppo conciliante con le nuove idee esegetiche della Riforma.
Papa Paolo III lo elevò al rango di cardinale nel concistoro del 22 dicembre 1536. Il Sadoleto non desistette dai suoi intenti di riconciliazione, invitando ripetutamente il papato alla moderazione e rifiutandosi sempre di sostenere politiche persecutorie nei confronti dei riformati.
Morì il 18 ottobre 1547 a Roma all'età di 70 anni.

## Opere

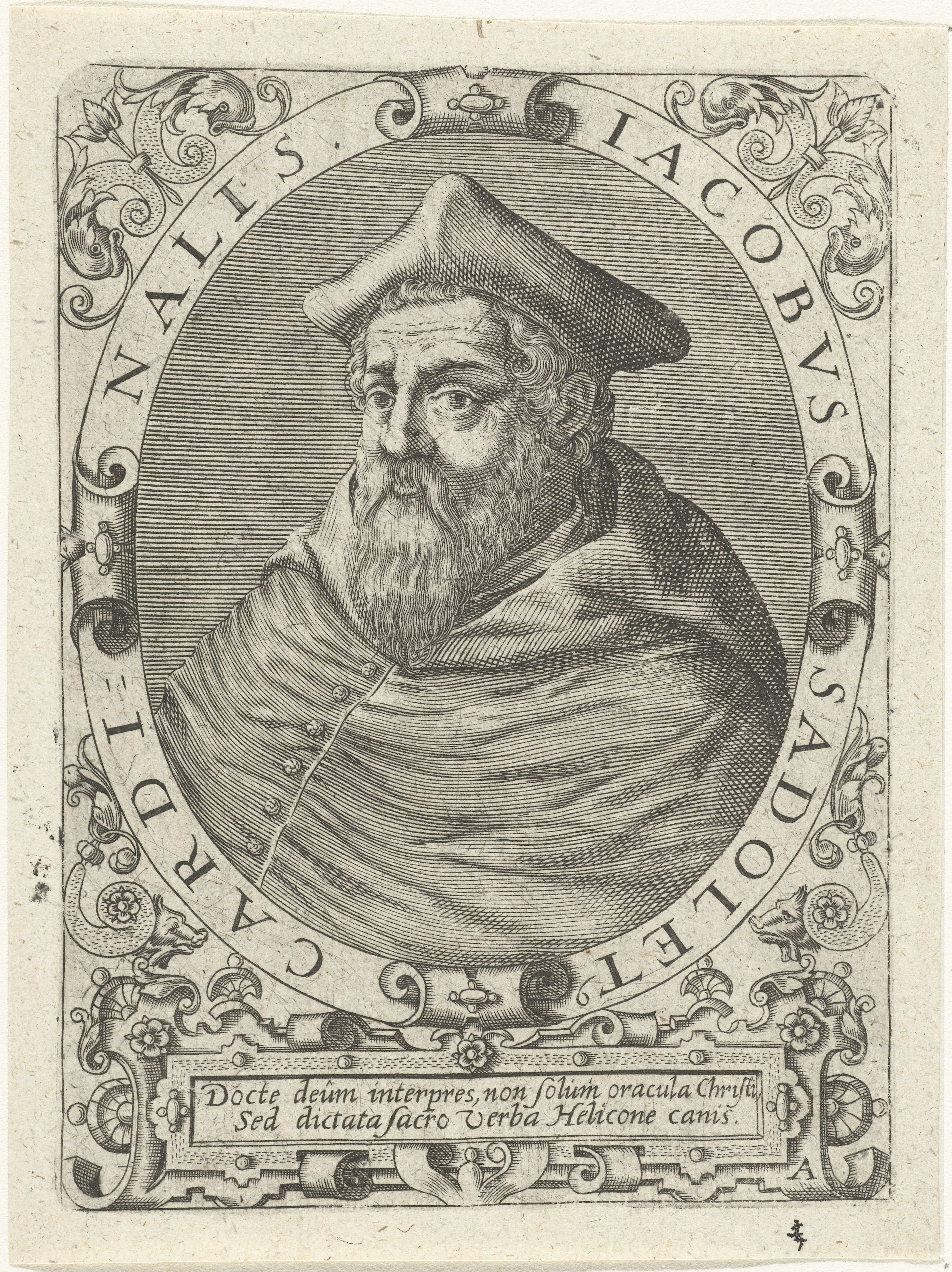
Jacopo Sadoleto. Illustrazione tratta da: J.J. Boissard, Icones virorum illustrium doctrina & eruditione praestantium, Frankfurt am Main, de Bry, 1597-1599.

- (LA) Jacopo Sadoleto, Epistolae quotquot extant proprio nomine scriptae, Pars prima, Roma, Generoso Salomoni, 1760.
- (LA) Jacopo Sadoleto, Epistolae quotquot extant proprio nomine scriptae, Pars secunda, Roma, Generoso Salamoni, 1760.
- (LA) Jacopo Sadoleto, Epistolae quotquot extant proprio nomine scriptae, Pars tertia, Roma, Generoso Salomoni, 1764.
- (LA) Jacopo Sadoleto, Jacobi Sadoleti ... Epistolae Leonis VII, Clementis VII, Pauli III nomine scriptae, Roma, excudebat Generosus Salomonis, 1759.
- (LA) Pietro Balan (a cura di), Monumenta reformationis lutheranae ex tabulariis secretioribus S. Sedis, 1521-1525, Ratisbona, sumptibus F. Pustet, 1884.
- (LA, IT) Jacopo Sadoleto e Paolo Sadoleto, Lettere del card. Iacopo Sadoleto e di Paolo suo nipote tratte dagli originali che si conservano a Parma nell'Archivio governativo, a cura di Amadio Ronchini, Modena, Carlo Vincenzi, 1871.
- (IT, LA) Jacopo Sadoleto, Elogio della sapienza: De laudibus philosophiae, a cura di Antonio Altamura, tr., Napoli, R. Pironti & figli, 1950.
- (LA) Jacopo Sadoleto, Iacobi Sadoleti... In Pauli Epistolam ad Romanos commentariorum libri tres, Lione, apud Sebastianum Gryphium, 1535.

## Genealogia episcopale
La genealogia episcopale è:
- Cardinale Niccolò Fieschi
- Cardinale Jacopo Sadoleto